# Eastbourne (Neuseeland)
Eastbourne ist ein Stadtteil von Hutt City (Lower Hutt) in der Region Wellington auf der Nordinsel von Neuseeland.

## Geographie
Eastbourne befindet sich rund 9 km südlich des Stadtzentrums von Lower Hutt am Ostufers des Wellington Harbour. Wellington, das Eastbourne westlich über den Wellington Harbour hinweg gegenüber liegt, ist rund 10 km entfernt.

## Bevölkerung
Zum Zensus des Jahres 2013 zählte Eastbourne 4665 Einwohner, 1,1 % weniger als zur Volkszählung im Jahr 2006.

## Ortsbeschreibung
In Eastbourne findet sich eine kleine Einkaufsstraße mit einigen Geschäften. Ansonsten zeigt sich Eastbourne in dörflichem kolonialem Charakter. Von den Ufern des Wellington Harbours hat man einen guten Blick auf die Innenstadt Wellingtons. Eine Fähre ("The East by West (Days Bay) ferry") verkehrt halbstündlich zwischen Queens Wharf in Wellington und Days Bay.
In Eastbourne steht das älteste ANZAC-Denkmal Neuseelands zur Erinnerung an die Schlacht von Gallipoli, es wurde am 11. Juli 1915 errichtet.